# Principali pubblicazioni di psicologia
Qui sono esposti i testi fondamentali che hanno dato punti fondamentali di costruzione all'attuale assetto metateoretico all'interno della psicologia. Ogni testo qui esposto è una pietra miliare nella storia della psicologia.

## Associazionismo
Bain
- I sensi e l'intelletto 1855
- le emozioni e la volontà 1859
- mente e corpo 1872
- l'educazione come scienza 1878

Ebbinghaus
- Disturbi psichici dell'infanzia 1887
- Fondamenti della psicologia 1897
- Compendio di psicologia 1908

Muller
- Sul fondamento della psicofisica 1898
- Concezioni e dati del metodo psicofisico 1903
- Sull'anilisi dell'attività mnestica e il discorso della rappresentazione 1911-1917
- Teoria del complesso e teoria della forma 1923

Thorndike
- L'intelligenza degli animali: uno studio sperimentale dei processi associativi negli animali 1898-1911
- Psicologia pedagogica 1903
- Elementi di psicologia 1905
- Introduzione alla teoria delle misurazioni mentali e sociali 1924
- L'apprendimento umano 1931

## Strutturalismo
Fechner
- Nanna, ovvero della vita psichica delle piante 1848
- Zend-Avesta, delle cose del cielo e dell'aldilà 1851
- Sul problema dell'anima 1861
- Elementi di psicofisica 1860

Wundt
- Fondamenti di psicologia fisiologica 1873-1874
- Logica 1880-1883
- Psicologia dei popoli 1900-1920

Titchener
- Psicologia sperimentale 1901-1905
- I postulati di una psicologia strutturale 1898
- Trattato di psicologia 1910

Külpe
- Lineamenti della psicologia fondata su basi sperimentali 1893
- Lezioni di psicologia 1920

## Riflessologia
Secenov
- I riflessi del cervello, 1863
- Gli elementi del pensiero, 1878

Pavlov
- Lezioni sulle attività delle principali ghiandole digestive, 1887
- I riflessi condizionati, 1923-1927

Bechterev
- Psicologia obiettiva, 1907
- Principi generali di riflessologia dell'uomo, 1918

## Funzionalismo
James
- Principi di psicologia, 1890
- La volontà di credere a altri saggi di filosofia popolare, 1897
- Le varie forme della conoscenza religiosa, 1902
- Pragmatismo, 1907
- Il significato della verità, 1909
- Un universo pluralistico, 1909
- Alcuni problemi di filosofia, opera incompiuta, 1911
- Saggi sull'empirismo radicale, postumi, 1912

Dewey
- Psicologia, 1887
- Lineamenti di una teoria critica dell'etica, 1891
- Come pensiamo, 1910
- Democrazia ed educazione, 1916
- Saggi di logica sperimentale, 1916
- Ricostruzione nella filosofia, 1920
- Natura e condotta nell'uomo, 1922
- Esperienza e natura, 1925
- La ricerca della certezza, 1929
- Filosofia e civiltà, 1931
- L'arte come esperienza, 1934
- Una fede comune, 1934
- Liberalismo e azione sociale, 1935
- Logica, teoria dell'indagine, 1938
- Esperienza ed educazione, 1938
- L'intelligenza nel mondo moderno, 1939
- Libertà e cultura, 1939
- Educazione oggi, 1940

Hall
- Adolescenza: la sua psicologia e le relazioni con la psicologia, l'antropologia, la sociologia, la sessualità, la criminalità, la religione, l'educazione. 1904
- Giovinezza, 1907
- Problemi educativi, 1911
- I fondatori della psicologia moderna, 1912
- Vecchiaia: l'ultima metà della vita, 1922
- Vita e confessioni di uno psicologo, 1923

Münsterberg
- Filosofia del valore, 1908
- Lezioni di psicologia sperimentale, 1889-1892
- Fondamenti di psicologia, 1900
- Psicologia ed efficienza industriale, 1911
- Lineamenti di psicotecnica, 1914

Baldwin
- Lo sviluppo mentale nel bambino e nella specie, 1896
- Storia della mente, 1898
- Manuale di psicologia, 1889-1892
- Dizionario di psicologia e filosofia, 1901-1905

Angell
- Psicologia: uno studio introduttivo sulla struttura e sulla funzione della coscienza umana, 1904
- L'area della psicologia funzionale 1906 (trad. it.: "Storia antologica della psicologia", Nino Dazzi e Luciano Mecacci 1982)

J.M.Cattell
- Una guida a i test delle abilità mentali, 1936
- Descrizione e misura della personalità, 1946
- L'analisi scientifica della personalità, 1965
- Manuale di psicologia sperimentale a più variabili, 1966
- Personalità e teoria dell'apprendimento, 1976
- Personalità e motivazione, 1977

Mead
- La filosofia del presente, 1932
- Mente, Sé e società, 1934
- La filosofia dell'atto, 1938
- La psicologia sociale, 1956

Woodworth

## Gestalt
Brentano
- La psicologia dal punto di vista empirico (vol. I 1874, vol. II 1911, vol. III 1928 a cura di O. Kraus)
- Sui molteplici significati dell'ente in Aristotele, 1862
- L'origine della coscienza morale, 1889
- Il futuro della filosofia, 1893
- L'esistenza di Dio, postuma, 1929
- Verità ed evidenza, postuma, 1930

Stumpf
- L'origine psicologica della rappresentazione dello spazio, 1873
- Psicologia e teoria della conoscenza, 1891
- Sensazione e rappresentazione, 1918
- Teoria della conoscenza, postumo, 1939

Meinong
- Studi su Hume, (2,vol. 1887, 1882)
- Ricerche etico-psicologiche sulla teoria del valore, 1894
- Ricerche sulla teoria degli oggetti e sulla psicologia, 1904
- Il posto della teoria degli oggetti nella teoria delle scienze, 1907
- Fondazione di una teoria universale dei valori, postumo, 1923

Ehrenfels
- Sistema della teoria del valore, 1897-1898
- Le qualità formali, 1890
- Sulle qualità percettive, 1890
- Principi di etica, 1907
- Etica sessuale, 1907
- La legge dei numeri primi, 1923
- La religione dell'avvenire, 1929

Benussi
- La suggestione e l'ipnosi come mezzi di analisi psichica reale, 1925

Wertheimer
- Studi sperimentali sulla percezione del movimento, 1912
- Il pensiero produttivo, postuma, 1945

Koffka
- I fondamenti dello studio mentale: una introduzione allo studio infantile, 1921
- Percezione: una introduzione alla psicologia della gestalt, 1927
- Principi della psicologia della forma, 1935

Köhler
- L'intelligenza delle scimmie antropoidi, 1917
- Le forme fisiche in riposo e in stato stazionario, 1920
- La psicologia della gestalt, 1929

Lewin
- Teoria dinamica della personalità, 1935
- Principi di psicologia topologica, 1936

Duncker
Asch
- Psicologia sociale, 1952

Festinger
- Teoria della dissonanza cognitiva, 1957

Heider
- Uno studio sperimentale del comportamento apparente, 1944
- Psicologia delle relazioni interpersonali, 1958

## Comportamentismo
Watson
- La psicologia dal punto di vista comportamentista, 1913
- Il comportamento: introduzione alla psicologia comparata, 1914
- Il comportamentismo, 1924
- La cura psicologica del bambino e del fanciullo, 1928

Hull
- Teorie matematico-deduttive della pratica dell'apprendimento: studio di metodologia scientifica, 1940

Yerkes
- I test mentali per l'esercito, 1920
- L'esame psicologico per l'esercito degli Stati Uniti, 1921
- I primati: uno studio della vita degli antropoidi, 1929

Guthrie
- I principi dell'apprendimento, 1935

Tolman
- Il comportamento intenzionale negli animali e negli uomini, 1932
- Una nuova formula per il comportamentismo, 1922
- Una definizione comportamentistica della coscienza, 1927

Skinner
- Il comportamento degli organismi, 1938
- La scienza e il comportamento umano, 1953
- Il comportamento verbale, 1957
- Walden two, 1948
- Analisi del comportamento, in coll. con Holland, 1961
- La tecnologia dell'insegnamento, 1968

Hebb
- L'organizzazione del comportamento, 1949
- Manuale di psicologia, 1958
- Mente e pensiero, 1980

## Cognitivismo e Scienza cognitiva
Bartlett
- La memoria: uno studio di psicologia sperimentale e sociale, 1932
- Il pensiero, 1958

Piaget
- Il linguaggio e il pensiero nel fanciullo, 1923
- Giudizio e ragionamento nel bambino, 1924
- Psicologia e critica della conoscenza, 1925
- La nascita dell'intelligenza del bambino, 1936
- Introduzione all'epistemologia genetica (3 voll.), 1951
- Logica e psicologia, 1953
- Saggezza e illusioni della filosofia, 1965
- Biologia e conoscenza, 1967
- Lo strutturalismo, 1968
- Epistemologia della scienza dell'uomo (in coll. con AA.VV.), 1972

Craik
- La natura della spiegazione, 1943
- La natura della psicologia, 1966

Neisser
- Psicologia cognitivista, 1967
- Conoscenza e realtà, 1976
- Per uno studio della memoria:: il ricordo in contesti naturali, 1982
- Concetti e sviluppo concettuali, 1987

Bruner
- Dopo Dewey: il processo di apprendimento nelle due culture, 1960
- Percezione e personalità, 1950
- Il pensiero. Strategie e categorie, 1956
- Il processo dell'educazione, 1960
- Il conoscere. Saggi per la mano sinistra, 1962
- Lo sviluppo cognitivo, 1966
- Psicologia della conoscenza, 1973
- L'ontogenesi degli atti linguistici, 1977
- La mente a più dimensioni, 1986
- La ricerca del significato, 1990

Gibson
- Apprendimento percettivo: differenziazione  arricchimento?, 1955
- Principi di apprendimento e sviluppo percettivo, 1969
- La psicologia della lettura, 1975
- Un'odissea nell'apprendimento e nella percezione, 1991

Miller
- Piani e struttura del comportamento, (assieme a Glanter e Pribram) 1960
- Il magico numero sette, più o meno due, 1956

Pribram
- Il linguaggio del cervello. Introduzione alla neuropsicologia, 1971
- Piani e struttura del comportamento, (assieme a Glanter e Miller) 1960

Simon
- Il comportamento amministrativo, 1947
- Modelli umani, 1957
- Le scienze dell'artificiale, 1979 e 1981
- La ragione nelle vicende umane, 1983

Johnson-Laird
- Psicologia del ragionamento, (con Wason) 1972
- Linguaggio e percezione, (con Miller) 1976
- La mente e il computer, 1988

Gardner
- Formae mentis. Saggio sulla pluralità dell'intelligenza, 1983
- La nuova scienza della mente. Stori della rivoluzione cognitiva, 1985

## Scuola storico-culturale
Vygotskij
- Pensiero e linguaggio, 1934
- Psicologia dell'arte, 1925

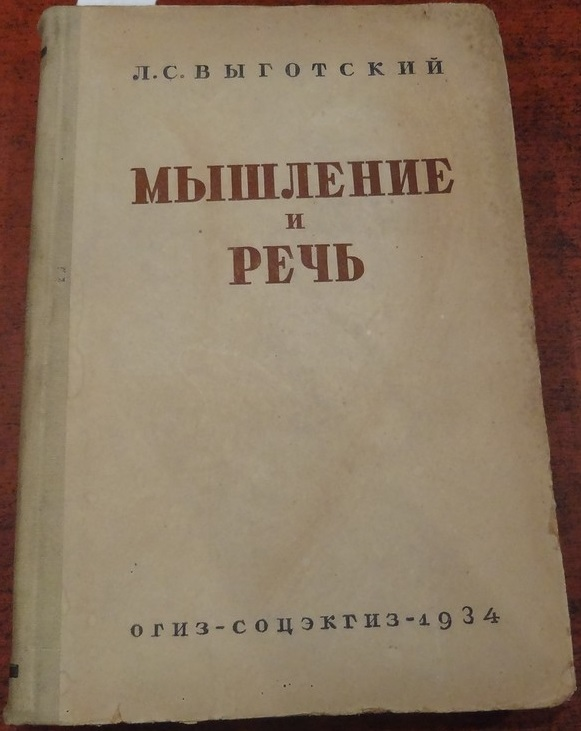
Pensiero e linguaggio

- La coscienza come problema della psicologia del comportamento, 1925
- Studi sulla storia del comportamento (con Lurija), 1935
- Storia dello sviluppo delle funzioni psichiche superiori, 1931
- Teoria delle emozioni, 1933

Lurija
- Neuropsicologia del linguaggio grafico, 1951
- Linguaggio e comportamento, 1959
- Il bambino ritardato mentale, 1960
- Le funzioni corticali superiori dell'uomo, 1962
- Neuropsicologia e neurolinguistica, 1973
- Storia sociale dei processi cognitivi, 1974
- Neuropsicologia della memoria. Disturbi nelle lesioni cerebrali localizzate, 1974
- Linguaggio e sviluppo dei processi mentali nel bambino, 1975

Leont'ev
- Lo sviluppo della memoria, 1931
- Problemi dello sviluppo psichico, 1959
- Attività, coscienza, personalità, 1975

Cole
- Psicologia culturale. Una disciplina del passato e del futuro 1971- Edizione in lingua italiana (2004)- Edizioni Carlo Amore (Firera & Liuzzo Group).

## Psicoanalisi
Bion
- Analisi degli schizofrenici e metodo psicoanalitico, 1957
- Esperienze nei gruppi, 1961
- Apprendere dall'esperienza, 1962
- Gli elementi della psicoanalisi, 1963
- Attenzione e interpretazione, 1970
- Memoria del futuro:
  - vol. 1 - Il sogno 1975
  - vol. 2 - Presentare il passato 1977
  - vol. 3 - L'alba dell'oblio 1979
- Cogitations, 1992

Breuer
- Studi sull'isteria, 1886

Freud

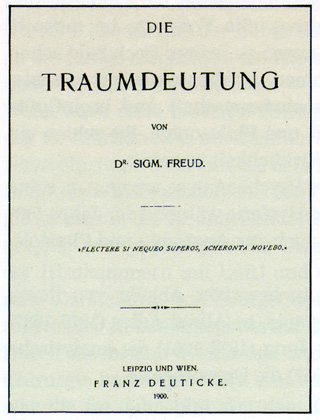
L'interpretazione dei sogni

- Opere di Sigmund Freud (in edizione Boringhieri) 
  - vol. 1. Studi sull'isteria e altri scritti, 1886-1895
  - vol. 2. Progetto di una psicologia e altri scritti, 1892-1899
  - vol. 3. L'interpretazione dei sogni, 1899
  - vol. 4. Tre saggi sulla teoria sessuale e altri scritti, 1900-1905
  - vol. 5. Il motto di spirito e altri scritti, 1905-1908
  - vol. 6. Casi clinici e altri scritti, 1909- 1912
  - vol. 7. Totem e tabù e altri scritti, 1912-1914
  - vol. 8. Introduzione alla psicoanalisi e altri scritti, 1915-1917
  - vol. 9. L'Io e l'Es e altri scritti, 1917-1923
  - vol. 10. Inibizione, sintomo e angoscia e altri scritti, 1924-1924
  - vol. 11. L'uomo Mosè e la religione monoteistica e altri scritti, 1930-1938
  - vol. 12. Indici e bibliografie

## Psicologia analitica
Jung
- Opere di Carl Gustav Jung (in edizione Boringhieri)
  - vol. 1. Studi psichiatrici
  - vol. 2.1. L'associazione verbale negli individui normali
  - vol. 2.2. Ricerche sperimentali
  - vol. 3. Psicogenesi delle malattie mentali
  - vol. 4. Freud e la psicanalisi
  - vol. 5. Simboli della trasformazione. Analisi dei prodromi di un caso di schizofrenia
  - vol. 6. Tipi psicologici
  - vol. 7. Due testi di psicologia analitica
  - vol. 8. La dinamica dell'inconscio
  - vol. 9.1. Gli archetipi e l'inconscio collettivo
  - vol. 9.2. Aion. Ricerche sul simbolismo del sé
  - vol. 10.1. Civilta in transizione. Il periodo fra le due guerre
  - vol. 10.2. Civilta in transizione. Dopo la catastrofe
  - vol. 11. Psicologia e religione
  - vol. 12. Psicologia e alchimia
  - vol. 13. Studi sull'alchimia
  - vol. 14.1. Mysterium coniunctionis. Ricerche sulla separazione e composizione degli opposti psichici nell'alchimia, vol. I
  - vol. 14.2. Mysterium coniunctionis. Ricerche sulla separazione e composizione degli opposti psichici nell'alchimia, vol. II
  - vol. 15. Psicoanalisi e psicologia analitica
  - vol. 16. Pratica della psicoterapia
  - vol. 17. Lo sviluppo della personalità
  - vol. 18. La vita simbolica
  - vol. 19.1. Bibliografia generale di C. G. Jung
  - vol. 19.2. Indici analitici